# Qishan (Baoji)
Qishan (en chino, 岐山; pinyin, Qíshān) es un condado  bajo la administración directa de la Prefectura Baoji en la Provincia de Shaanxi, República Popular China.  Su área es de 855 km² y su población total para 2010 superó los 450 mil habitantes. 

## Administración
Desde julio de 2020, el  Condado Qishan se divide en 9 pueblos administrados en poblados.

## Toponimia
El topónimo Qishan [/Chi-Shan/] apareció en el año 596 durante la dinastía Sui y significa 'montes Qi' , a su vez Qi significa 'encarar', esto debido a que en su territorio se "encaran" unos picos gemelos  que dividen la cordillera Jianku (箭括岭).